# Buraka jezik
Buraka jezik (ISO 639-3: bkg; bolaka, boraka, bouraka), nigersko-kongoanski jezik kojim govori oko 2 500 ljudi u Srednjoafričkoj Republici (1996) duž rijeke Ubangi i 1 300 u Demokratskoj Republici Kongo duž Ubangija u provinciji Equateur.
Buraka pripada ubanškoj skupini jezika, a s jezikom Gbanziri [gbg] čini podskupinu gbanzili, šira skupina ngbaka

## Vanjske poveznice
- Ethnologue (14th)
- Ethnologue (15th)